# Frederik Gerard van Dijk
Frederik Gerard van Dijk (Huins, 31 oktober 1905 – Wassenaar, 7 september 1994) was een Nederlands advocaat, ambtenaar, bestuurder en politicus voor de Volkspartij voor Vrijheid en Democratie (VVD).

## Leven en werk
Van Dijk werd in 1905 geboren als een zoon van de predikant Wilhelm Ange François van Dijk en Johanna Eleonora Catharina Merz. Na het gymnasium studeerde hij rechten aan de Universiteit van Amsterdam. Tijdens zijn studenetijd werd hij lid in het Amsterdamsch Studenten Corps en roeide bij ASR Nereus. In 1931 behaalt hij zijn bul. Hij begon zijn carrière als advocaat en procureur. Vanaf 1934 fungeerde Van Dijk als ambtenaar op het ministerie van Landbouw, Visserij en Voedselvoorziening, een positie die hij tot 1947 vervulde. Nadien werd hij aangesteld als chef hoofdafdeling en plaatsvervangend directeur van de Algemene Controle en Technische Controle. Van 1948 tot 25 september 1963 was Van Dijk hoofd van de afdeling algemene zaken, directie Voedselvoorziening van het ministerie van Landbouw, Visserij en Voedselvoorziening. Van 6 november 1956 tot 5 juni 1963 was Van Dijk lid van de Tweede Kamer der Staten-Generaal en van 22 juni 1959 tot 4 september 1963 was hij namens de VVD lid van het Europees Parlement. Tot 1971 was hij werkzaam als voorzitter van Produktschap voor Vee en Vlees.
Van Dijk bekleedde eveneens functies binnen de VVD, zo was hij onder andere voorzitter van de VVD afdeling 's-Gravenhage, en nevenfuncties, zoals lid van de Raadgevende Interparlementaire Beneluxraad en voorzitter van de Vereniging Kinderhulp.
- Biografisch Portaal: 52615494
- Parlement.com: vg09ll094xxk